# 戴存禮
戴存禮（Samuel Dyer Taylor，1864年6月24日—1870年2月4日），内地會創始人戴德生（James Hudson Taylor）與瑪莉亞台約爾（Maria Jane Dyer）的三子。

## 生平
出生於英國，逝世於 大清江蘇省鎮江府。

### 书籍
- 張陳一萍、戴紹曾著《雖至於死：台約爾傳》第1版，2015年，廣西師範大學出版社。